# Daryl Millard

a Compétitions nationales et continentales officielles uniquement.

b Matchs officiels uniquement.
Daryl Millard, né le 20 février 1985 à Kogarah, est un joueur de rugby à XIII fidjien évoluant au poste de centre. Il fait ses débuts professionnels sous les couleurs des St. George Illawarra Dragons en 2006 en National Rugby League avant de rejoindre trois saisons les Canterbury Bulldogs. Il décide alors de rejoindre la Super League et les Wakefield Trinity Wildcats en 2010 puis la direction de la France et les Dragons Catalans en 2011. En juillet 2011, Daryl Millard a prolongé son contrat d'un an avec la franchise catalane et verra celui-ci prendre fin en 2012.